# Markotabödöge
Markotabödöge è un comune di 491 abitanti situato nella contea di Győr-Moson-Sopron, nell'Ungheria nordoccidentale.